# Vortex (biologie moléculaire)
Pour les articles homonymes, voir vortex.
 (janvier 2022).
Si vous disposez d'ouvrages ou d'articles de référence ou si vous connaissez des sites web de qualité traitant du thème abordé ici, merci de compléter l'article en donnant les références utiles à sa vérifiabilité et en les liant à la section « Notes et références ».

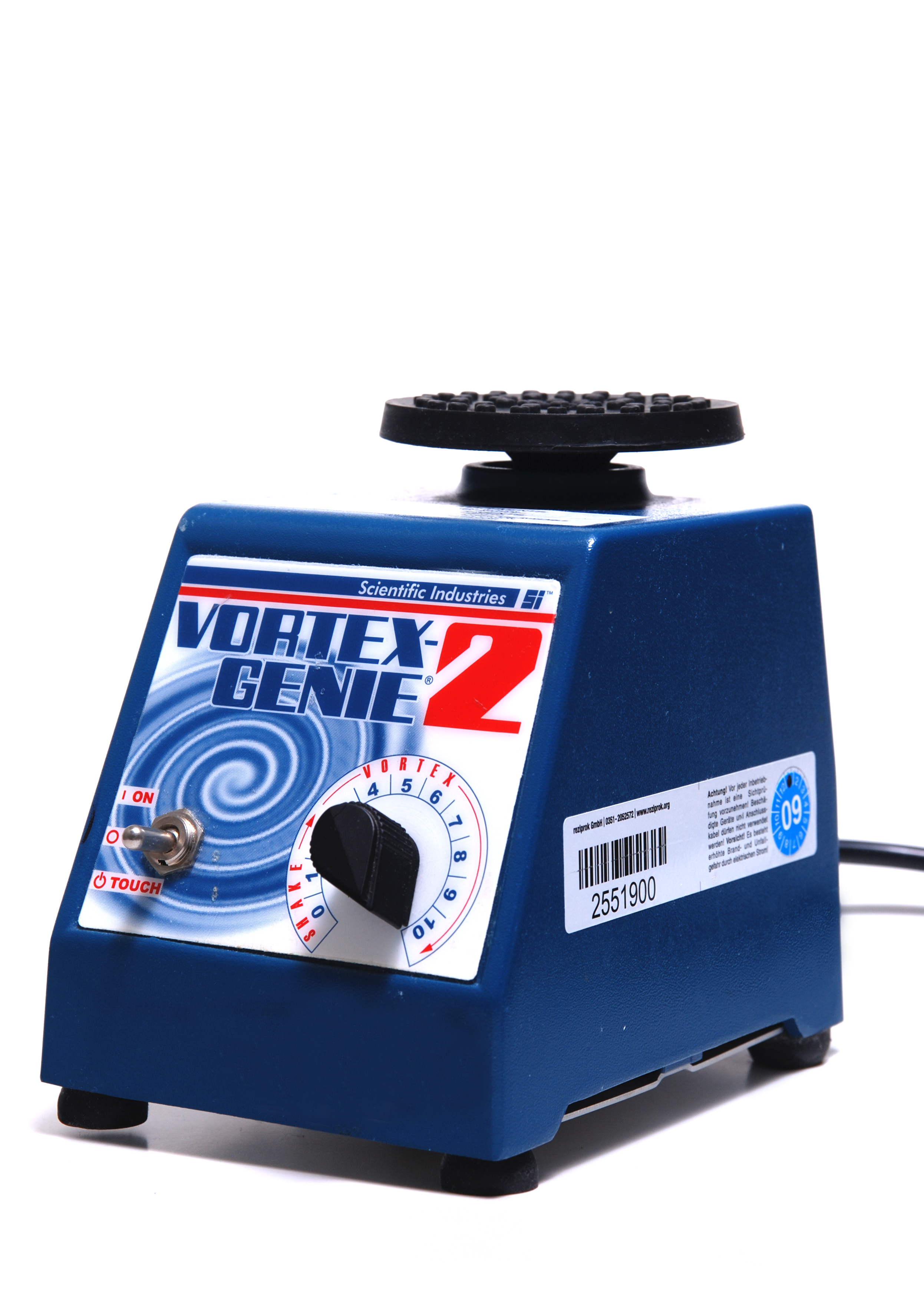
Vortex

Un vortex est un matériel utilisé en biologie moléculaire pour mélanger des solutions, notamment dans des microtubes.
Il est composé d'un socle lourd, où se situe le moteur de l'appareil. Au-dessus, se trouve un réceptacle en caoutchouc (en noir sur la photo) où l'on pose le tube à vortexer.
Le fait d'appuyer sur ce réceptacle avec un tube déclenche l'appareil.
Le caoutchouc a donc un petit mouvement de translation circulaire rapide, qui entraine le tube et mélange ainsi son contenu.